# Кубок Чили по футболу 1961
Кубок Чили по футболу 1961 (исп. IV Copa Chile «Green Cross» 1961) — 4-й розыгрыш Кубка Чили по футболу.

## Первый раунд
| Ферробадминтон             | 4:2        | Ньюбленсе             | 1:1 | 3:1 | —   |
| Наваль де Талькауано       | 6:14       | Коло-Коло             | 4:7 | 2:7 | —   |
| Магальянес                 | 2:3        | Унион Ла-Калера       | 1:1 | 1:2 | —   |
| сб. Икике                  | 2:4        | Депортес Ла-Серена    | 2:1 | 0:3 | —   |
| Унион Эспаньола            | 6:1        | сб. Антофагасты       | 4:0 | 2:1 | —   |
| Трасандино                 | 0:4        | Универсидад де Чили   | 0:1 | 0:3 | —   |
| Депортес Кольчагуа         | 8:11       | Сантьяго Морнинг      | 6:4 | 2:7 | —   |
| Аудакс Итальяно            | 4:5        | сб. Швагер            | 3:3 | 1:2 | —   |
| сб. Темуко                 | 5:6        | Рейнджерс Талька      | 3:1 | 0:2 | 2:3 |
| Палестино                  | 6:6 (мон.) | Кокимбо Унидо         | 2:2 | 1:1 | 2:2 |
| Сан-Луис Кильота           | 1:3        | Сан-Бернардо Сентраль | 1:2 | 0:1 | —   |
| Унион Сан-Фелипе           | 2:5        | Сантьяго Уондерерс    | 1:2 | 1:3 | —   |
| Грин Кросс                 | 1:2        | сб. Осорно            | 1:1 | 0:1 | —   |
| Seleccion Regional Central | 2:11       | Универсидад Католика  | 1:3 | 1:8 | —   |
| Иберия Лос-Анхелес         | 2:7        | О’Хиггинс             | 1:2 | 1:5 | —   |
| сб. Копьяпо                | 0:13       | Эвертон               | 0:5 | 0:8 | —   |

## Второй раунд
| Хозяева              | Результат | Гости                 |
| -------------------- | --------- | --------------------- |
| Универсидад де Чили  | 4:0       | Унион Эспаньола       |
| Универсидад Католика | 1:0       | Коло-Коло             |
| Унион Ла-Калера      | 3:1       | Сантьяго Морнинг      |
| О’Хиггинс            | 1:2       | Сантьяго Уондерерс    |
| Рейнджерс Талька     | 3:7       | Эвертон               |
| сб. Осорно           | 0:2       | Ферробадминтон        |
| сб. Швагер           | 2:0       | Сан-Бернардо Сентраль |
| Депортес Ла-Серена   | 2:1       | Кокимбо Унидо         |

## 1/4 финала
| Хозяева              | Результат | Гости               |
| -------------------- | --------- | ------------------- |
| Сантьяго Уондерерс   | 6:0       | Унион Ла-Калера     |
| Эвертон              | 1:0       | сб. Швагер          |
| Депортес Ла-Серена   | 4:2       | Универсидад де Чили |
| Универсидад Католика | 2:0       | Ферробадминтон      |

### 1/2 финала
| Депортес Ла-Серена | 0:4 | Универсидад Католика                                      |
| ------------------ | --- | --------------------------------------------------------- |
|                    |     | 25′ Накваки · 62′ (авт.) Велис · 86′ Тригильи · 89′ Пессе |

| Эвертон   | 1:1 (доп. вр.) | Сантьяго Уондерерс |
| --------- | -------------- | ------------------ |
| Бетта 51′ |                | 4′ Р. Диас         |

| Сантьяго Уондерерс        | 2:1 | Эвертон      |
| ------------------------- | --- | ------------ |
| Р. Диас 8′ · Хоффманн 39′ |     | 48′ Алькаино |

## Финал
| Сантьяго Уондерерс | 1:2 | Универсидад Католика |
| ------------------ | --- | -------------------- |
| Хоффманн 49′       |     | 17′ 60′ Пессе        |

| Универсидад Католика | 0:2 | Сантьяго Уондерерс         |
| -------------------- | --- | -------------------------- |
|                      |     | 23′ Р. Диас · 25′ Хоффманн |